# St. Mauritius (Steinbach)

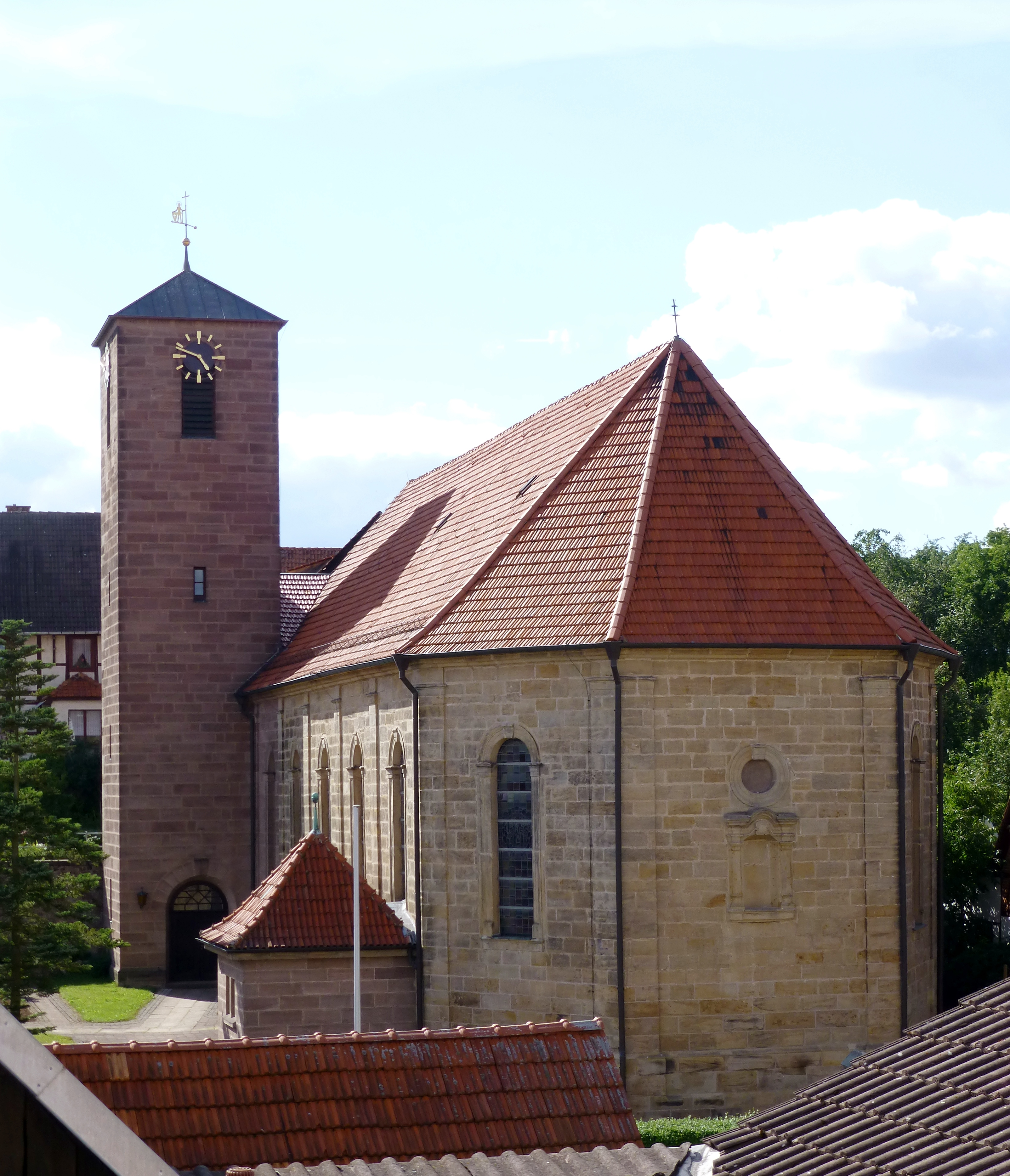
Römisch-katholische Kirche St. Mauritius in Steinbach

Die römisch-katholische Filialkirche St. Mauritius steht in Steinbach im thüringischen Landkreis Eichsfeld. Sie ist Filialkirche der Pfarrei St. Nikolaus Siemerode im Dekanat Heiligenstadt des Bistums Erfurt. Sie trägt das Patrozinium des heiligen Mauritius.

## Geschichte
Die Kirche wurde 1779 erbaut. 1934 erfolgt eine Erweiterung des Kirchenschiffs, und der Turm und die Sakristei wurden angebaut.
Am 1. Januar 2005 wurde die Pfarrei St. Pankratius Westhausen aufgelöst, und die Pfarrkirche und die Filialkirche St. Laurentius Bodenrode wurden Filialen der Pfarrei St. Mauritius Steinbach. Die Pfarrei St. Mauritius Steinbach wurde zum 1. Januar 2021 aufgelöst und alle Kirchen der Pfarrei zu Filialkirchen der neugegründeten Pfarrei St. Nikolaus Siemerode.

## Architektur
Die Kirche ist eine Saalkirche mit einem Kreuzgratgewölbe.

## Ausstattung

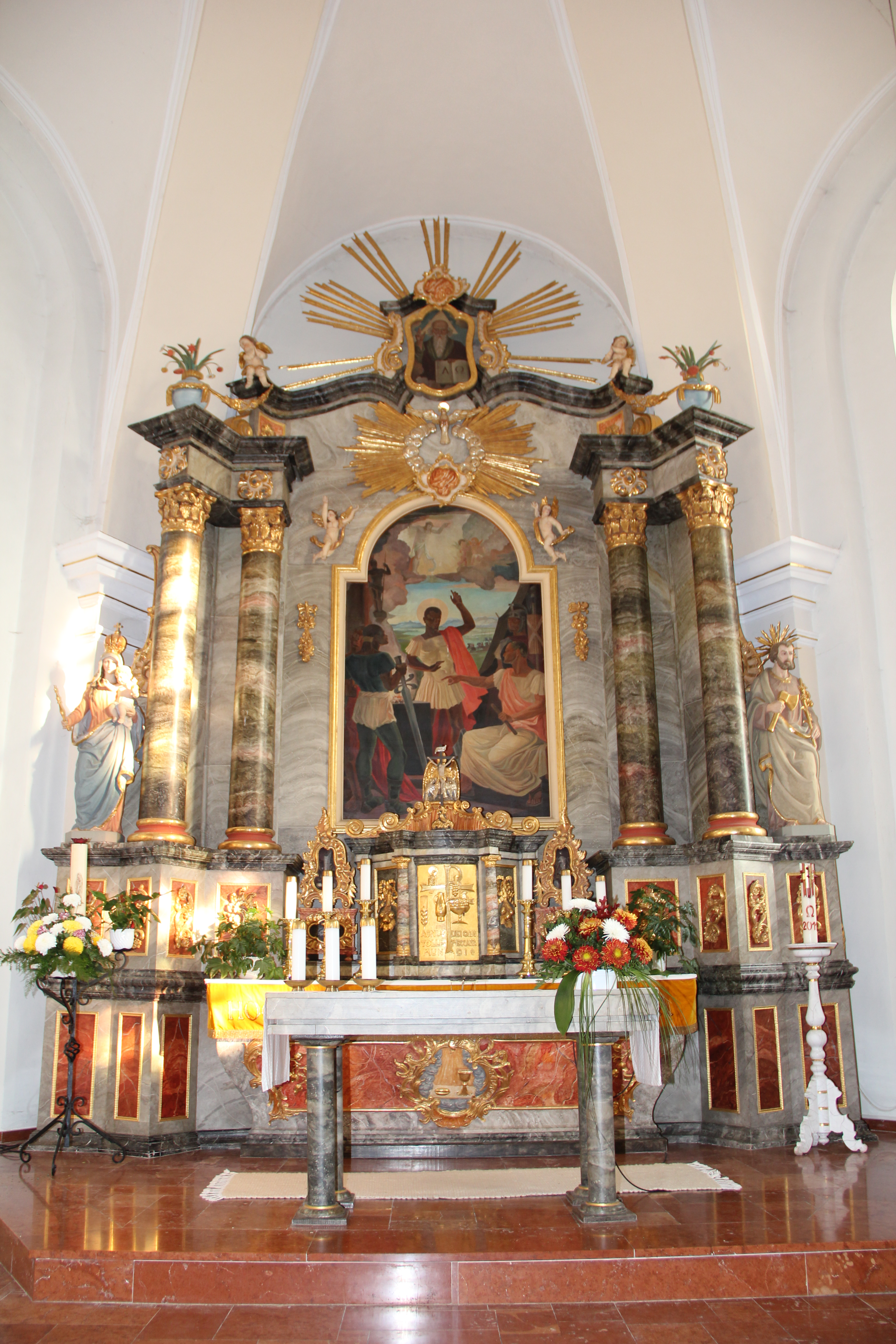
Hochaltar

Der Hochaltar wurde im 18. Jahrhundert geschaffen, die zwei zugehörigen Heiligenstatuen stammen jedoch aus dem im 19. Jahrhundert. Das Altarbild zeigt den heiligen Mauritius. Die geschnitzten Wangen der Bänke stammen aus dem Anfang des 18. Jahrhunderts.

## Orgel
Das Orgelgehäuse stammt ursprünglich aus dem Kloster Gerode und wurde 1679 geschaffen. In das Gehäuse sind die Wappen der Äbte Thomas und Johannes von Gerode eingearbeitet.
Das Instrument im Gehäuse wurde um 1900 von Louis Krell gebaut. Nach 1930 erfolgte eine neobarocke Umdisponierung. Das Instrument hat 17 Register, verteilt auf zwei Manuale und Pedal.